# Eucalyptus salubris
Eucalyptus salubris ist eine Pflanzenart innerhalb der Familie der Myrtengewächse (Myrtaceae). Sie kommt im Süden und Südwesten von Western Australia vor und wird dort „Gimlet“, „Gimlet Gum“, „Silver-topped Gimlet“ oder „Fluted Gum Tree“ genannt.

## Beschreibung

### Erscheinungsbild und Blatt
Eucalyptus salubris wächst als Baum oder in der Wuchsform der Mallee-Eukalypten, dies ist eine Wuchsform, die mehr strauch- als baumförmig ist, es sind meist mehrere Stämme vorhanden, die einen Lignotuber ausbilden, und erreicht Wuchshöhen von selten nur 2 bis, meist 4 bis 15, gelegentlich bis zu 24 Meter. Einzelstämme der Bäume und Stämme der Mallee-Eukalypten sind oft grob, verdreht geriffelt. Die Borke ist am gesamten Baum glatt und kupferfarben oder rotbraun. Öldrüsen gibt es im Mark der jungen Zweige, nicht aber in der Borke. Der Stammdurchmesser erreicht etwa 60 Zentimeter.
Bei Eucalyptus salubris liegt Heterophyllie vor. Die Laubblätter sind stets in Blattstiel und Blattspreite gegliedert. An mittelalten Exemplaren ist die Blattspreite elliptisch bis eiförmig, gerade, ganzrandig und matt grau-grün. Die auf Ober- und Unterseite gleichmäßig glänzend grünen Blattspreiten an erwachsenen Exemplaren sind schmal-lanzettlich, relativ dünn, gerade, verjüngen sich zur Spreitenbasis hin und besitzen ein zugespitztes oberes Ende. Die kaum sichtbaren Seitennerven gehen in einem spitzen Winkel vom Mittelnerv ab. Die Keimblätter (Kotyledone) sind zweiteilig.

### Blütenstand, Blüte und Frucht
Seitenständig an einem bei einer Breite von bis zu 3 mm im Querschnitt schmal abgeflachten oder kantigen Blütenstandsschaft stehen in zusammengesetzten Gesamtblütenständen etwa siebenblütige Teilblütenstände.
Die Blütenknospen sind eiförmig und nicht blaugrün bemehlt oder bereift. Die Kelchblätter bilden eine Calyptra, die früh abfällt. Die glatte Calyptra ist konisch, dreimal so lang wie der glatte Blütenbecher (Hypanthium) und ebenso breit wie dieser. Die Blüten sind cremeweiß oder weiß. Die Blütezeit reicht in Western Australia von September bis Oktober oder von Dezember oder Januar bis März.
Die Frucht ist halbkugelig, der Diskus ist angehoben und die Fruchtfächer stehen heraus.

## Vorkommen
Eucalyptus salubris kommt im Süden und Südwesten von Western Australia, vorwiegend im Landesinneren, vor. Eucalyptus cornuta tritt in den selbständigen Verwaltungsbezirken Beverley, Bruce Rock, Chapman Valley, Coolgardie, Dalwallinu, Dowerin, Dundas, Esperance, Goomalling, Kalgoorlie-Boulder, Kellerberrin, Kent, Kondinin, Koorda, Kulin, Lake Grace, Laverton, Leonora, Menzies, Merredin, Morawa, Mount Marshall, Mukinbudin, Narembeen, Nungarin, Perenjori, Quairading, Ravensthorpe, Swan, Tammin, Three Springs, Trayning, Westonia, Wyalkatchem, Yalgoo und Yilgarn in den Regionen Goldfields-Esperance, Great Southern, Mid West, Perth und Wheatbelt auf.
Eucalyptus salubris gedeiht auf roten tonigen Lehm- oder Lehmböden, auf gelben oder roten Sandböden oder Laterit in welligen Ebenen und an Hängen.

## Systematik
Die Erstbeschreibung von Eucalyptus salubris erfolgte 1876 durch Ferdinand von Mueller in Fragmenta Phytographiae Australiae, Volume 10 (83), S. 54. Das Typusmaterial weist die Beschriftung „Inner Victoria-Spring et Ularing; Young“ auf. Ein Synonym für Eucalyptus salubris F.Muell. ist Eucalyptus salubris F.Muell. var. salubris.
Es gibt Intergradationen zwischen Eucalyptus salubris und Eucalyptus ravida und natürliche Hybriden von Eucalyptus salubris mit Eucalyptus tortilis.